# Soulshock
Soulshock (født Carsten Højer Schack i 1968 i Gug ved Aalborg) er en dansk sangskriver, musikproducer og tidligere dj. Han har siden 1993 været bosat i Los Angeles og er bedst kendt for at have skrevet og produceret numre som Whitney Houstons "Heartbreak Hotel", Monicas "Before You Walk out of My Life", Craig David & Stings "Rise & Fall", JoJos "Leave (Get Out)" og Fantasias "Truth Is" samt produceret for navne som Seal, Backstreet Boys og eks-Destiny's Child-medlemmer Kelly Rowland og Michelle Williams.
Schack blev i starten af 2010 kendt i den brede offentlighed i Danmark som ny dommer i tredje sæson af talentkonkurrencen X Factor på DR1, hvor han bl.a. stod bag countrygruppen The Fireflies, der nåede en fjerdeplads.

## Privatliv
Carsten Schack er født i Aalborg-forstaden Gug som søn af økonomiprofessor Bent Schack og lægeassistent Åse Schack. I begyndelsen af 1990'erne var han i tre år kæreste med koreografen Toniah Pedersen. Han har siden 1993 været bosat i Los Angeles i USA.
Privat var Carsten Shack kæreste med sangerinden Charmayne Maxena "Maxee" Maxwell, med hvem han har sønnen Nicolaj. Maxwell døde den 27. februar 2015 efter et fald i hjemmet i West Hollywood i Californien. Maxwell var i 1990'erne en del af R&B-gruppen Brownstone, som havde kontrakt med Michael Jacksons pladeselskab. Parret mødte hinanden, da Shack var vokalproducer på gruppens debutalbum, From the Bottom Up, i 1994.

## Musikkarriere
Schack er oprindelig uddannet tøjekspedient, men hans musikkarriere startede som dj, hvor han i 1989 endte på en tredjeplads til DMC World Mixing Championships i London. Opmærksomheden gav ham en plads som dj på Queen Latifahs europæiske turné og senere et remix-job for selvsamme.
I årene 1989–1991 var Carsten Schack medvært på radioprogrammet Det DUR (Dansk Ungdomsradio) på P3. I en periode havde han sit eget program, Mandags hip-hop, som var det første hiphop-program på Danmarks Radio. Allerede inden da havde Carsten Schack arbejdet på sin hjembys frivillige lokalradio Radio Aalborg, og det blev startskuddet på hans karriere.
Sammen med Mich "Cutfather" Hansen dannede han sidst i 1980'erne producer- og dj-duoen Soulshock & Cutfather, som fik skabt sig et navn ved at remixe for danske kunstnere som Lis Sørensen ("Mine Øjne De Skal Se"), Cut'N'Move ("Get Serious" og "Spread Love"), Laid Back ("Bakerman") og Back to Back ("Jonathan"). I 1990 startede de pladeselskabet SoulPower Productions som en underafdeling af Medley Records, hvor de bl.a. udgav Yasmin og Cut'N'Move. Flere gange vandt de DM i Mix, ligesom de hurtigt vandt international anerkendelse med produktioner for Queen Latifah og Ultra Naté.
Schack emigrerede i 1992 til USA, hvor han siden har drevet virksomheden Soulpower Productions sammen med produceren Kenneth Karlin under konstellationen Soulshock & Karlin. Op gennem 90'erne skrev og producerede de bl.a. Whitney Houstons Grammy-nominerede "Heartbreak Hotel", Mary J. Bliges "Memories", Monicas "Before You Walk out of My Life", 2Pacs "Me Against the World" og "I Wonder If Heaven Got a Ghetto", Toni Braxtons "I Love Me Some Him" m.fl. Førstenævnte blev i 2000 nomineret til to Grammy Awards for "Best R&B Song" og "Best R&B Performance by a Group or Duo".
I 1992 kunne Schack ses i ungdomsprogrammet Transit i en serie ved navn Exit. Serien omhandler, hvorledes Schack flytter til New York og forsøger at skabe sit et navn som remixer og dj.
Fra 1997 til 1999 producerede Soulshock & Karlin to album for Danmarks første R&B-gruppe, Juice, sammen med tidligere News-trommeslager Peter Biker.
Soulshock & Karlin har siden 2000 produceret numre for Usher, Craig David & Sting, Fantasia, JoJo, Jamelia, Seal, Kelly Rowland, Alesha Dixon, Backstreet Boys, Cheryl Cole, Pitbull, Nicole Scherzinger samt samt vinderne af den britiske udgave af The X Factor; Leona Lewis og Alexandra Burke, i henholdsvis 2006 og 2008. Soulshock og Kenneth Karlin stoppede deres samarbejde i 2010, men i 2015 genoptog duoen deres musikalske partnerskab.
I begyndelsen af 2010 var Soulshock dommer i tredje sæson af talentkonkurrencen X Factor, hvor han erstattede Thomas Blachman. I et interview med B.T. i 2008 fortalte Soulshock, at han ikke kunne tage Blachman alvorligt, når han kritiserede deltagerne i X Factor, og udtalte: "Thomas Blachman har ikke en skid at have det i."
Peter Biker rejste til USA i 2010 for at slutte sig til Soulpower Productions og blive en fast del af teamet.[kilde mangler]